# Sosnowice (Klein-Polen)
Sosnowice is een dorp in de Poolse woiwodschap Klein-Polen. De plaats maakt deel uit van de gemeente Brzeźnica (powiat wadowicki).